# Tombe Construite
La tombe Construite (en italien : Tomba Construita) est l'une des tombes étrusques, datant de la deuxième moitié du VIIe siècle av. J.-C., situées dans la nécropole de la Polledrara près de la ville de Vulci dans la  province de Viterbe, dans le nord du Latium. 

## Histoire
La Tombe Construite date de la période orientalisante et a été mise au jour en 1987.
Son nom provient du fait que contrairement aux autres tombes creusées dans le tuf, elle est « construite » à l'aide de blocs de pierre empilés. 

## Description
La tombe se trouve dans la zone la plus méridionale de Vulci dans la nécropole de la Polledrara, comprise dans le Parco Archeologico Ambientale di Vulci. 
Sa structure est particulière pour la région où les tombes sont creusées dans le tuf ou dans le terrain. En effet la tombe Construite est réalisée avec de gros blocs de pierre empilés et possède trois portes distinctes, une pour chaque chambre funéraire.

## Sources
- x